# Provincies van Denemarken (1662-1793)
Denemarken is sinds 2007 verdeeld in vijf regio's.
Tussen 1970 en 2007 was het land verdeeld in 13 amten (plus 3 gemeenten die ook als een amt functioneerden). Voor 1970 was het land verdeeld in 24 amten, waarvan de meeste bestonden vanaf 1793.

## Indeling

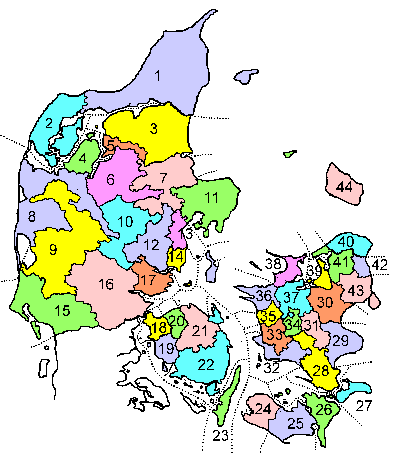
Indeling van Denemarken tussen 1662-1793

Dit is de lijst van de provincies in de periode 1662-1793, waarvan de meeste bestonden vanaf 1662:
1. Åstrup, Sejlstrup, Børglum Amt
2. Dueholm, Ørum, Vestervig Amt
3. Aalborghus Amt
4. Skivehus Amt
5. Mariager Klosters Amt
6. Hald Amt
7. Dronningborg Amt
8. Bøvling Amt
9. Lundenæs Amt
10. Silkeborg Amt
11. Kalø Amt
12. Skanderborg Amt
13. Havreballegård Amt
14. Åkær Amt
15. Riberhus Amt
16. Koldinghus Amt
17. Stjernholm Amt
18. Hindsgavl Amt
19. Assens Amt
20. Rugård Amt
21. Odensegård Amt
22. Nyborg Amt
23. Tranekær Amt
24. Halsted Klosters Amt
25. Ålholm Amt
26. Nykøbing Amt
27. Møn Amt
28. Vordingborg Amt
29. Tryggevælde Amt
30. Roskilde Amt
31. Ringsted Amt
32. Korsør Amt
33. Antvorskov Amt
34. Sorø Amt
35. Sæbygård Amt
36. Kalundborg Amt
37. Holbæk Amt
38. Dragsholm Amt
39. Jægerspris Amt
40. Kronborg Amt
41. Frederiksborg Amt
42. Hørsholm Amt
43. Københavns Amt
44. Bornholms Amt

Hierbij horen de Zuid-Jutse amten:
1. Haderslev Øster Amt (1789 -)
2. Haderslev Vester Amt (1789 -)
3. Åbenrå Amt og Løgum Kloster Amt
4. Tønder Amt
5. Sønderborg og Nordborg Amter